# Badyán

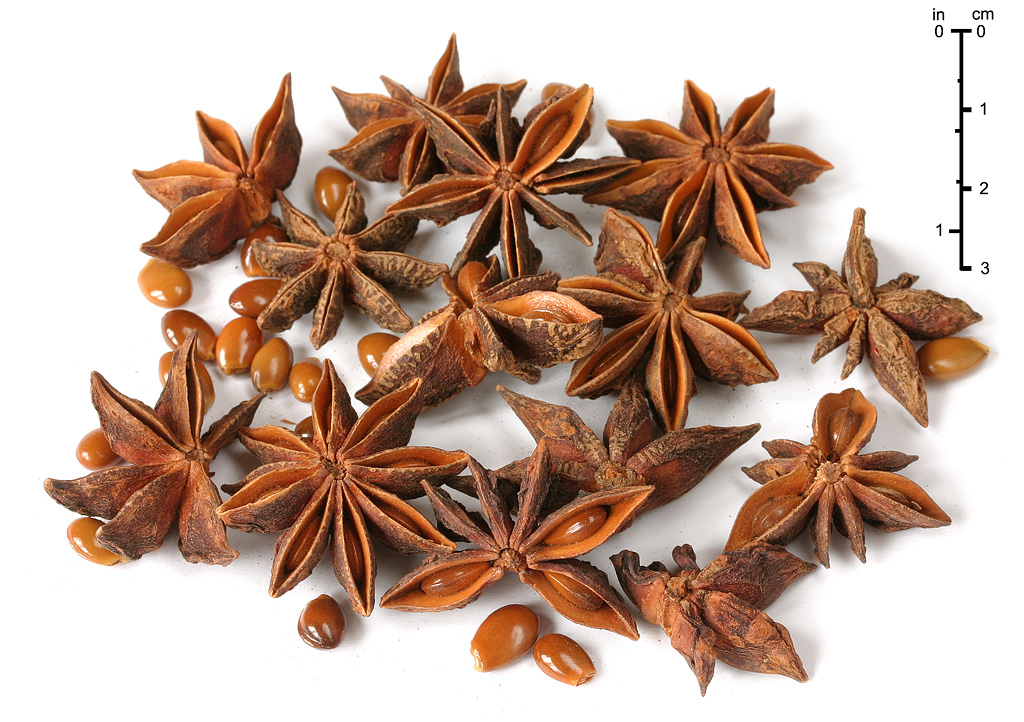
Koření badyán

Badyán (též čínský anýz, hvězdicový anýz) je koření, které vůní velmi připomíná anýz. Jsou to sušená souplodí s lesklými semeny pocházející ze stromu s názvem badyáník pravý (Illicium verum).

## Původ
Hvězdicová souplodí se sklízejí těsně před plnou zralostí od března do května. Pochází z jihozápadní Číny. Dnes je rozšířen v celé jihovýchodní Asii a Tichomoří. Do Evropy se dostal teprve na počátku 17. století.
V obchodě se vyskytuje většinou jako osmicípé hvězdice – odtud název hvězdicový anýz nebo také čínský anýz podle země původu. Někdy je drcen na jednotlivé měchýřky – cípky.

## Kuchyňské využití
Má jemnou vůni podobnou anýzu, kořenitě nasládlou chuť. Obsahuje až 5 % velmi ceněné silice anetol.
Hvězdicový anýz je součástí tradičního čínského koření pěti vůní, ale používá se i v Indonésii. Ve Vietnamu je hlavním kořením vietnamské nudlové polévky pho. V Česku se používá v likérnictví, voňavkářství i v potravinářském průmyslu. V tradiční české kuchyni se užívá do perníku, speciálních sušenek, švestkových povidel, hruškového kompotu i k aromatizaci čajů, svařených vín a grogu, je součástí hruškových povidel ve valašském koláči tzv. frgálu.

## Využití v lékařství
V lidovém lékařství bývá užíván jako čaj příznivě působící při kolikách a revmatismu. V některých zemích se i žvýká po jídle jako digestiv.
V poslední době získal velkou popularitu díky tomu, že se stal přírodní surovinou pro výrobu známého léku proti virovým onemocněním Tamiflu. Účinnou látkou je oseltamivir – ester derivátu cyklické karboxylové diaminokyseliny – ve formě fosforečné soli. V roce 2005 došlo dokonce z tohoto důvodu k přechodnému nedostatku hvězdicového anýzu na trhu. Dnes se však již většinou surovina pro přípravu léku Tamiflu vyrábí synteticky.

## Japonský anýz
Japonský hvězdicový anýz (Illicium anisatum) je podobný strom pocházející, jak název napovídá, z Japonska. Tento druh je však pro člověka značně jedovatý. Zdravotní potíže, které se občas vyskytují po vypití anýzového čaje, mohou pocházet ze záměny druhu. Japonský anýz totiž obsahuje látku anisatin, která vyvolává záněty ledvin, močových cest a zažívacího traktu.